# Камель Дауд
Камель Дауд (араб. كمال داود‎ ; народився 17 червня 1970 року в Мостаганемі) — алжирський журналіст і письменник, який пише французькою мовою. Його роман «Гурії» (2024) був відзначений Гонкурівською премією.

## Біографія
Дауд - син поліцейського і єдиний у сім'ї, хто закінчив університет. Після вивчення математики він вивчав літературу в Оранському університеті. 1994 року він став працювати у франкомовній щоденній газеті Le Quotidien d'Oran, де протягом восьми років був головним редактором.
У цей час він написав свою першу книгу Raina raïkoum. Консервативні погляди Дауда з часом значно трансформувалися, згодом він виступав з їдкою критикою обставин життя в Алжирі, особливо критикуючи алжирських можновладців під керівництвом Абдельазіза Бутефліки. Його статті з'являлися без цензури у Facebook, він також писав для електронного журналу Algérie-focus і для Slate Afrique .
Дауд живе і працює в Орані. Має двох дітей, розлучений.

## Творчість
За останні роки Дауд опублікував шість книжок, включно зі збіркою оповідань, а в 2014 році — роман «Мерсо, контррозслідування», який був переосмисленням роману «Сторонній» Альбера Камю. Оцінки роману критикою були доволі полярними. У 2014 році Дауд був фіналістом Гонкурівської премії, і зрештою був відзначений у категорії «Найкращий дебютний роман» у 2015 році.
2024 року Дауд отримав Гонкурівську премію за роман «Гурії» (2024). Тема твору — громадянська війна в Алжирі.
У двох останніх книжках «Моя ніч у музеї Пікассо» (2018) та «Гурії» Дауд розглядає ставлення ісламу до тілесності та становища жінок. Гурії — це діви, які чекають на мучеників у потойбічному світі.

## Твори

### Романи
- Meursault, contre-enquête, Paris, Gallimard, coll. " Folio ", 2023 (ISBN 9782073007285) (1re éd. Barzakh, 2013 et Actes Sud, 2014)
  - Премії: Prix François-Mauriac de la région Aquitaine 2014; Prix des cinq continents de la Francophonie 2014; Prix Goncourt du premier roman 2015
- Zabor ou Les psaumes, Éditions Barzakh et Actes Sud, 2017 (ISBN 9782130641209)
  - Премія: Prix Méditerranée 2018
- Houris, Paris, Gallimard, coll. " Blanche ", 2024 (ISBN 9782072999994)
  - Премії: Prix Landerneau des lecteurs 2024; Prix Goncourt 2024

### Новели
- L’Arabe et le Vaste Pays de ô…, Alger, Éditions Barzakh, 2008
  - Премія: Prix Mohammed Dib2.
- La Préface du Nègre, Alger, Éditions Barzakh, 2008 Publié en France en 2011 sous le titre Minotaure 504.
- Minotaure 504, Paris, Sabine Wespieser éditeur, 2011 (ISBN 978-2848050980) ; Actes Sud, coll. " Babel ", 2015, sous le titre La Préface du nègre. Le Minotaure 504 et autres nouvelles

### Есе
- Le Peintre dévorant la femme, Paris, Stock, coll. " Ma nuit au musée ", 2018 (ISBN 9782234083738)
  - Премія: Prix de la Revue des deux Mondes 2019
- Son œil dans ma main: Algérie 1961—2019, photographies de Raymond Depardon, textes de Kamel Daoud, Éditions Barzakh et Images Plurielles, 2022 (ISBN 978-2-919436-51-4)

### Публіцистика
- Raïna raïkoum, Oran, Dar El Gharb, 2002
- La Fable du nain, Oran, Dar El Gharb, 2003
- Ô Pharaon, Oran, Dar El Gharb, 2005
- Mes indépendances — Chroniques 2010—2016, Éditions Barzakh et Actes Sud, 2017 (ISBN 978-2-330-07282-7)

## Літературні премії
- 2008: премія Mohammed Dib за збірку оповідань L'Arabe et la vaste pays de ô
- 2014: Премія Франсуа Моріака, ща роман «Мерсо, контррозслідування»
- 2014: Премія франкофонії п'яти континентів, за той самий роман
- 2015: Гонкурівська премія за перший роман, за той самий роман
- 2018: Середземноморська премія за «Забор, або псалми».
- 2019: Всесвітня премія Чіно Дель Дука за весь творчий доробок
- 2024: Гонкурівська премія за роман «Гурії»